# Lobulia alpina
Lobulia alpina är en ödleart som beskrevs av  Allen E. Greer ALLISON och COGGER 2005. Lobulia alpina ingår i släktet Lobulia och familjen skinkar. Inga underarter finns listade i Catalogue of Life.